# 萨特弗里斯兰语

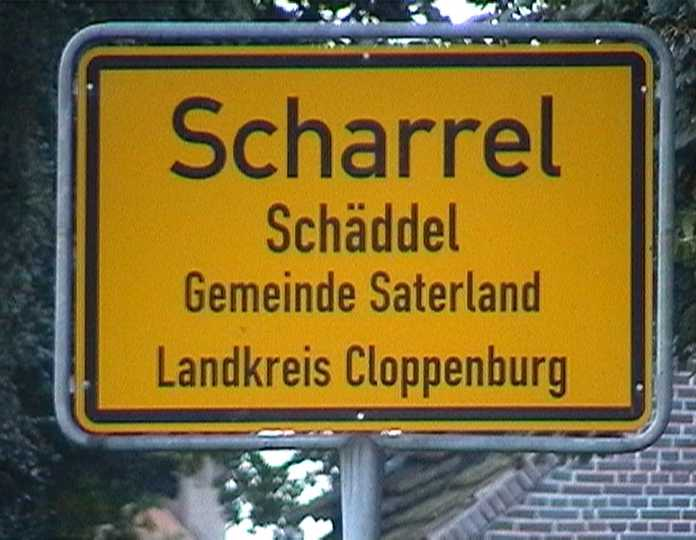
雙語標志牌，在第二行地名以萨特弗里斯兰语表示

萨特弗里斯兰语（德语：Saterfriesisch 或  Saterländisch；荷兰语：Saterfries；萨特弗里斯兰语：Seeltersk ；英语：Saterland Frisian、Sater Frisian 或 Saterlandic）又称沙特弗里斯兰语、萨特弗里西语、萨特弗里西亚语、萨特弗里斯语、萨特兰弗里斯兰语、萨特兰语，其原文是「Seeltersk」，是世界上弗里斯兰语语组東弗里斯兰语分支現今唯一遺留下的語言，雖然他一直被視為是弗里斯兰语的方言，但其實他在下薩克森的薩特地區所存在的時間，甚至比弗里斯兰语更久。

## 歷史簡介
萨特弗里斯兰语緣起於中古世紀，若就語言學的特殊性而言，許多專家不將其視為弗里斯兰语的方言，而是一種獨立的語言。 
在下薩克森邦克洛彭堡縣的薩特區中預估約有1,000至2,500人使用這種語言，故被視為歐洲裡的小型語言孤島。 
東弗里斯蘭的居民由於受到其來源地天災的迫害，因此必須離開，轉而定居於薩特弗里斯蘭地區，也就是今日Ramsloh（萨特弗里斯兰语:：Roomelse）、Scharrel（Schäddel）、Sedelsberg（Sedelsbierich）、Strücklingen（Strukelje）等地。
這個中古世紀的語言能流傳至今主要是其地理的特殊性所致，萨特弗里斯兰语在沼澤區存在了大概一世紀之久，沼澤就像天然的屏障保護著村民。
一直到19世紀才能靠獨木舟渡河到達。 
直至歐洲在1992年11月5日通過對於地方語言或少數語言的保護政策，在德國的萨特弗里斯兰语才享有法律的支持與保護。在中古世紀時，這種語言在鄉鎮裡也是一種官方語言，而在學校與幼稚園中有將近300位小朋友出於自願學習此語言。從2004年起，萨特弗里斯兰语在Ems-Vechte-Welle地方電台中，有爭取到一個播放時段的機會。
對這個語言而言，他並非只是ISO-639-3中的簡略符號，而是和其他日耳曼語一樣可以被使用的語言。

## 文獻參考
1. ↑  UNESCO Atlas of the World's Languages in danger, UNESCO

- 取自維基百科薩特弗里斯兰语德語網頁: http://de.wikipedia.org/wiki/Saterfriesisch （页面存档备份，存于）

## 外部連結
- 萨特弗里斯兰语在《民族語》的連結
- On-line course in English
- Saterland Frisian Wikipedia (Saterland Frisian)